# Basilica di San Martino (Magenta)
La basilica di San Martino, il cui nome completo è chiesa parrocchiale prepositurale basilica romana minore di San Martino Vescovo di Tours e San Gioacchino, è la chiesa madre della città di Magenta, in provincia di Milano.
Nella basilica di San Martino, ha attualmente sede il decanato di Magenta che a livello di gestione dell'Arcidiocesi di Milano, costituisce uno dei moderni compartimenti territoriali del milanese, che va a sostituire alcune antiche funzioni della vicina pieve di Corbetta. I membri del consiglio decanale sono costituiti dai parroci e dai sacerdoti del decanato.

## Storia

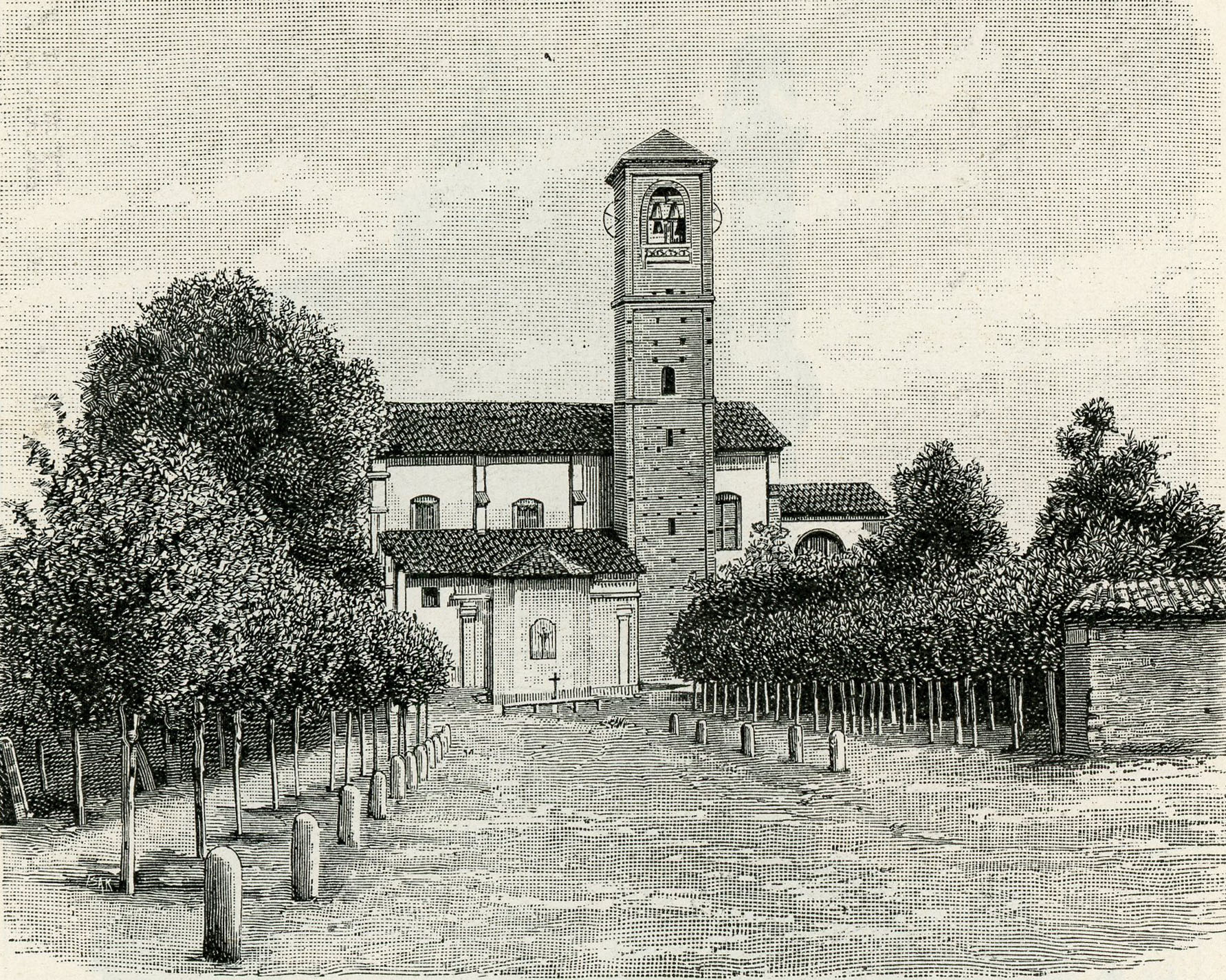
L'antica chiesa parrocchiale di San Martino di Magenta, oggi demolita

L'idea di costruire un nuovo tempio per Magenta fu avanzata da don Cesare Tragella (prevosto vicario foraneo del paese dal 1885 al 1910) per assolvere a due doveri: la necessità di dare alla cittadinanza, in continua crescita, un nuovo tempio e la commemorazione dei caduti per la gloriosa battaglia del 4 giugno 1859, il cui successo coinvolgeva ancora attivamente i magentini.
Il progetto della chiesa, dedicata a san Martino di Tours e san Gioacchino, fu affidato all'architetto Alfonso Parrocchetti che ne fece un'opera neorinascimentale, impostata su una navata centrale più ampia e due laterali più strette e più basse, con una lunghezza di 87 metri, una lunghezza al transetto di 30 metri e l'altezza del tiburio di 57 metri, dimensioni che la rendono la più ampia della diocesi dopo il duomo di Milano.
La prima pietra venne posata nel 1893 e, superate le difficoltà tecniche ed economiche grazie alla manovalanza gratuita fornita dai parrocchiani, i lavori di costruzione della struttura furono terminati nel 1901, permettendo la celebrazione della prima messa su un altare improvvisato. La monumentale opera venne consacrata il 24 ottobre 1903 dall'arcivescovo di Milano, il cardinale Andrea Carlo Ferrari il quale tuttavia vietò il trasporto delle ossa dei caduti della battaglia all'interno della chiesa, facendo così venire a meno uno dei motivi principali che avevano portato all'edificazione della struttura.
Il complesso architettonico fu dotato di una torre campanaria alta 72 metri anch'essa in stile neorinascimentale italiano, opera di Benedetti per la parte artistica e dell'ingegner Monti per la parte strutturale, inaugurata il 15 novembre 1913 sempre dal cardinal Ferrari.
I lavori di costruzione della facciata, progettata dall'architetto Mariani, iniziarono nel 1932 e terminarono solo nel 1959 per le difficoltà economiche derivate dalla mancanza di fondi e dagli eventi bellici. La facciata venne inaugurata il 4 giugno dello stesso anno dall'arcivescovo di Milano Giovanni Battista Montini (futuro papa Paolo VI). Il 3 marzo 1948 arrivò il riconoscimento ecclesiastico da parte del papa Pio XII con l'elevazione della chiesa a basilica romana minore.
In questa chiesa, nel 1955, si è svolto il matrimonio tra santa Gianna Beretta Molla e il marito Pietro.
Il 30 settembre 2012 il cardinale Angelo Scola ha celebrato una messa con tutto il decanato di Magenta, in occasione della memoria del 90º anniversario dalla nascita di santa Gianna Beretta Molla (patrona della famiglia).

## Descrizione

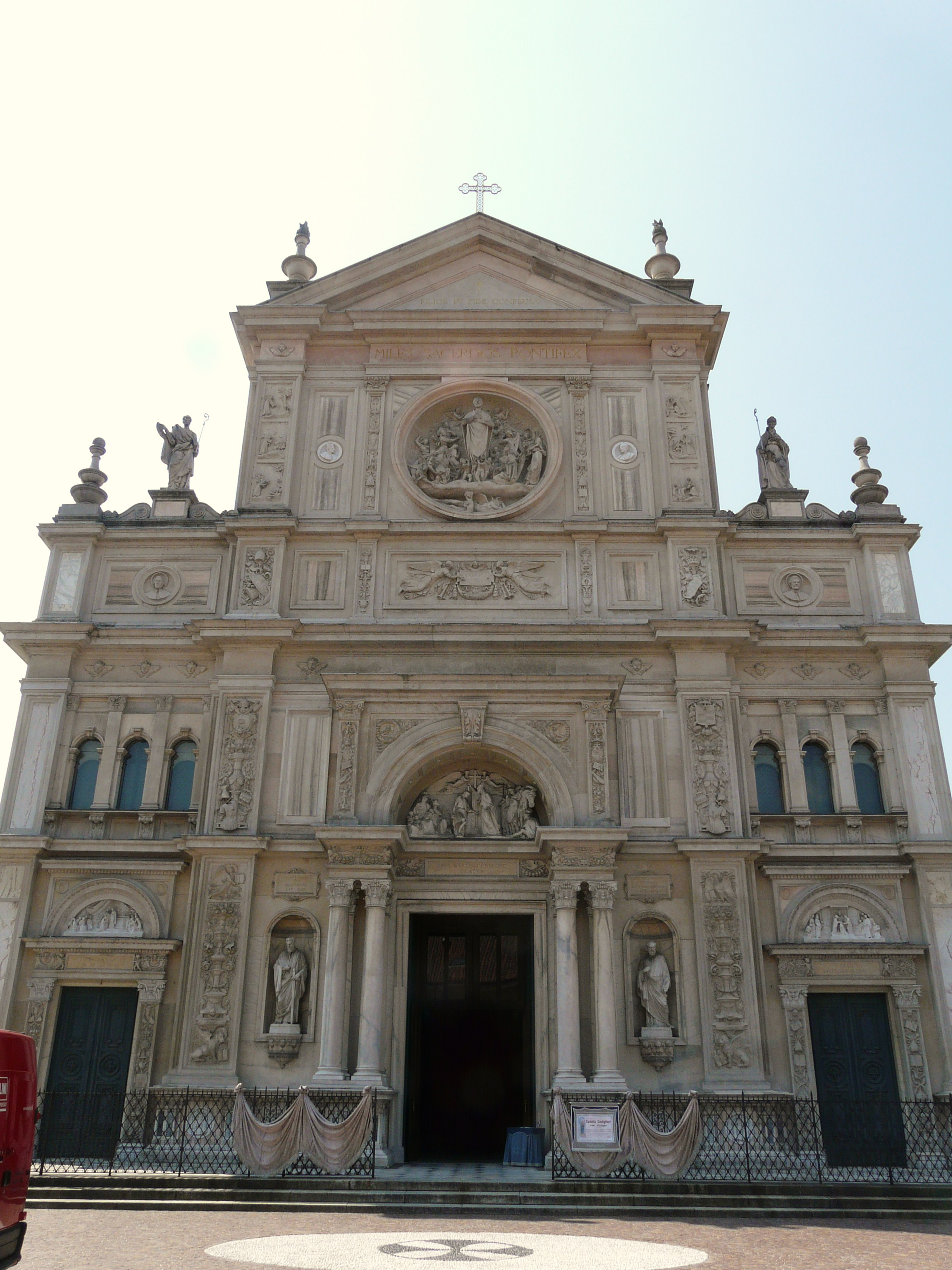
La facciata

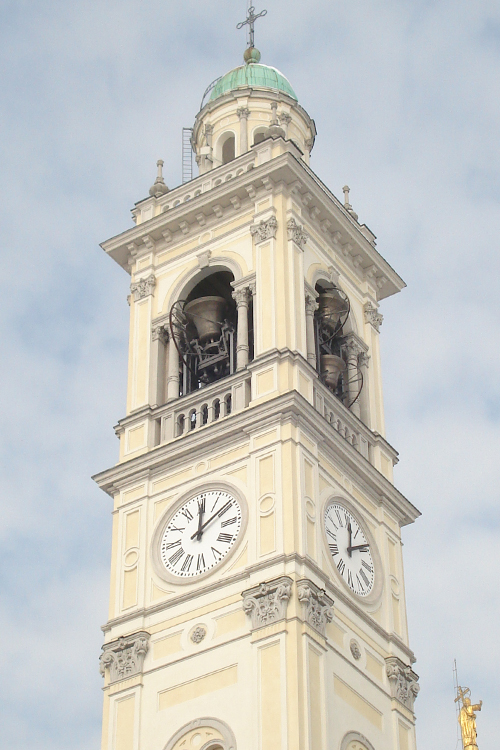
La torre campanaria della basilica: le campane a concerto

### Esterno
La facciata della basilica è stata costruita fra il 1932 e il 1959 su progetto dell'architetto Mariani. Con struttura a salienti, è decorata con bassorilievi raffiguranti Scene della vita di san Martino. Al centro, vi è il grande portale centrale, dotato di un protiro ad arco poggiante su quattro colonne in stile corinzio; nella lunetta che le sovrasta trova posto un bassorilievo raffigurante il Battesimo di san Martino, mentre ai lati delle stesse sono collocate nelle rispettive nicchie le statue degli apostoli Pietro e Paolo.
Sopra il portale vi è il rosone circolare scolpito. Questo raffigura la Gloria di san Martino e presenta la figura del santo più grande rispetto alle altre che lo circondano. Sopra le due navate laterali, più basse rispetto a quella centrale e dotate di una trifora e un portale con lunetta ciascuna, vi sono due statue raffiguranti i due vescovi milanesi Sant'Ambrogio (sulla navata di sinistra) e San Carlo Borromeo (sulla navata di destra).
All'incrocio con il transetto, si eleva il tiburio con tamburo illuminato da ampie bifore e sormontato dalla statua del Cristo Redentore realizzata in lamina di rame sbalzato e dorato . Di fianco all'abside si trova la torre campanaria.

### Interno

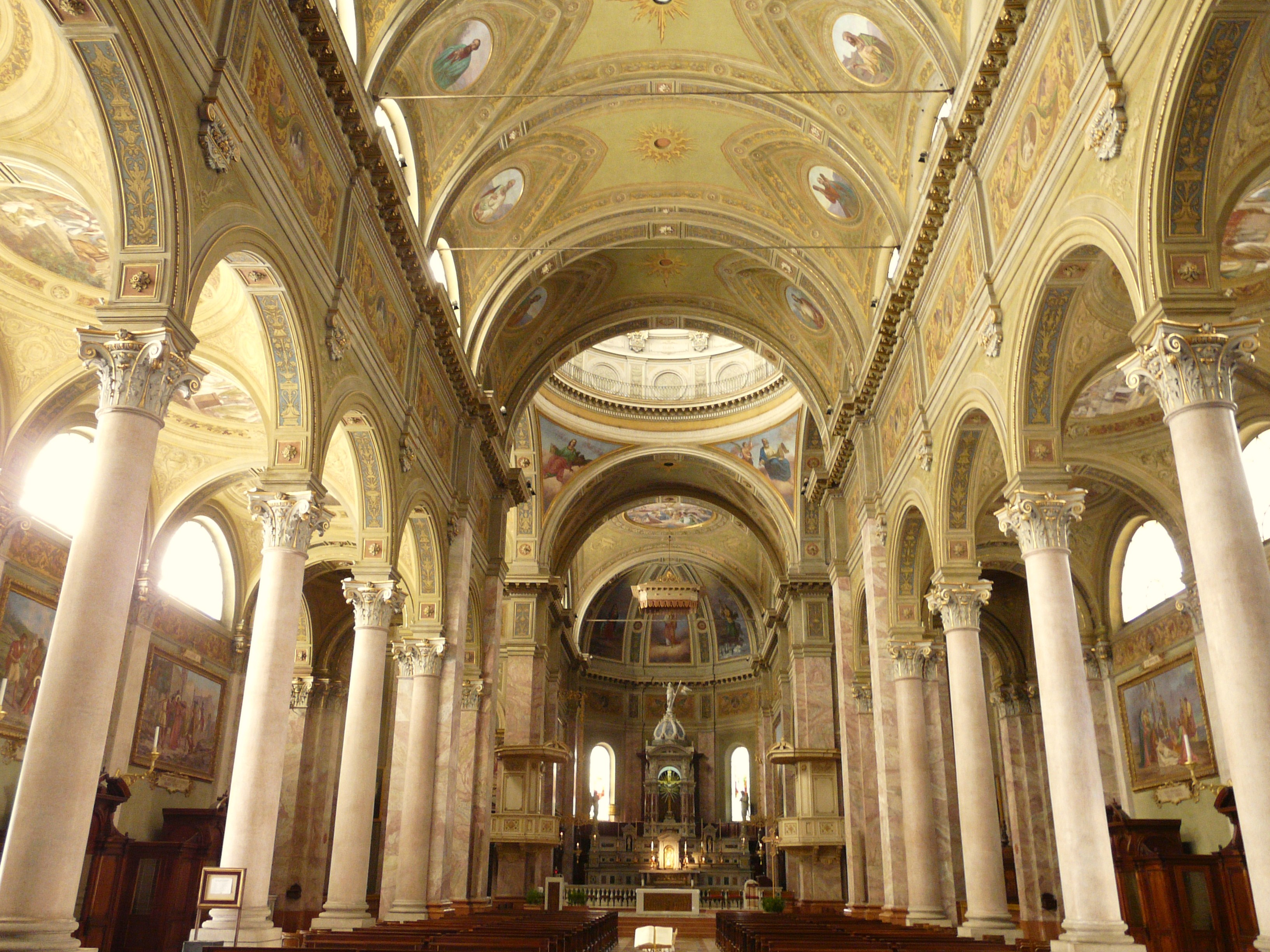
L'interno

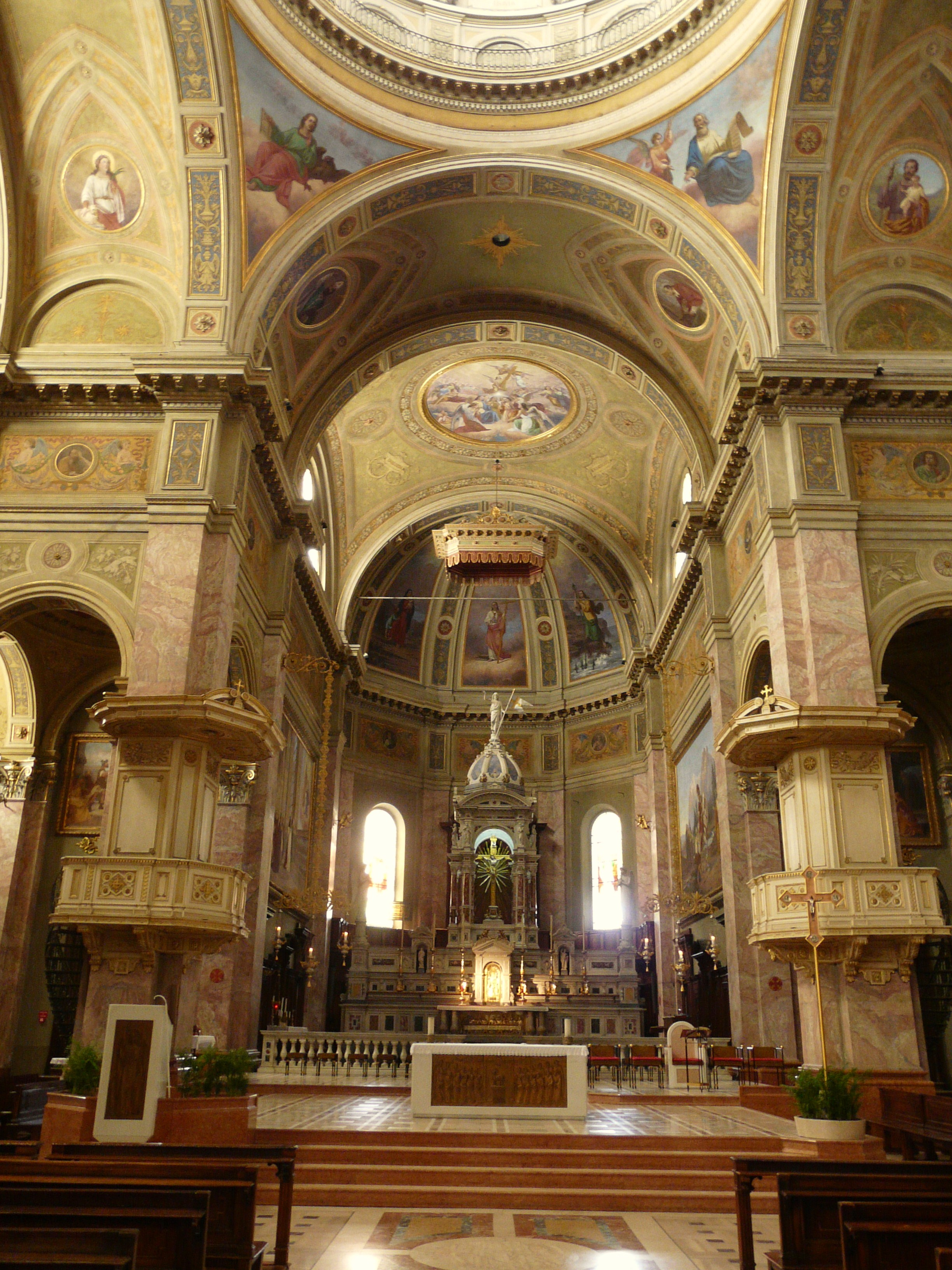
L'altar maggiore

L'interno della basilica, a croce latina, è suddiviso in tre navate da due file di colonne corinzie marmoree.
L'altare maggiore, progettato dall'architetto Parrocchetti, è un'importante opera realizzata con marmi policromi ed una mensa poggiante su quattro colonne di marmo bianco, tra le quali si trova un bassorilievo di metallo raffigurante l'ultima cena ed il ciborio, sormontato da una statua del Cristo risorto.
Negli anni sessanta del XX secolo è stato realizzato il nuovo pavimento in marmi policromi.
L'interno della basilica ha trovato definitivo compimento negli anni novanta del XX secolo con l'ampliamento, fin sotto la cupola, del presbiterio costituito dalla sede presidenziale, dall'ambone e dall'altare basilicale realizzati in marmo bianco e bassorilievi in bronzo.
Nel braccio sinistro del transetto si trova la cappella dedicata alla Madonna del Rosario progettata sempre dal Parrocchetti; l'altare fu realizzato in legno dall'artigiano Galli.
Ai lati di questa cappella ve ne sono altre due, minori, dedicate a San Francesco ed a San Giuseppe.
Nel braccio destro del transetto è situata la cappella di Santa Crescenzia, opera del Parrocchetti; l'altare fu realizzato dall'artigiano Miramonti in legno dipinto, come pure l'urna contenente i resti della martire. Ai lati di questa cappella ve ne sono altre due, più piccole, dedicate al Sacro Cuore ed al Santo Crocifisso.
Tra i numerosi affreschi che arricchiscono la basilica, si ricordano quelli realizzati all'inizio del XX secoelo da Valtorta e dai suoi discepoli. La cupola viene affrescata invece da Conconi di Como negli anni '60 con profeti maggiori e minori e con i quattro evangelisti.

### Organi a canne

#### Organo maggiore

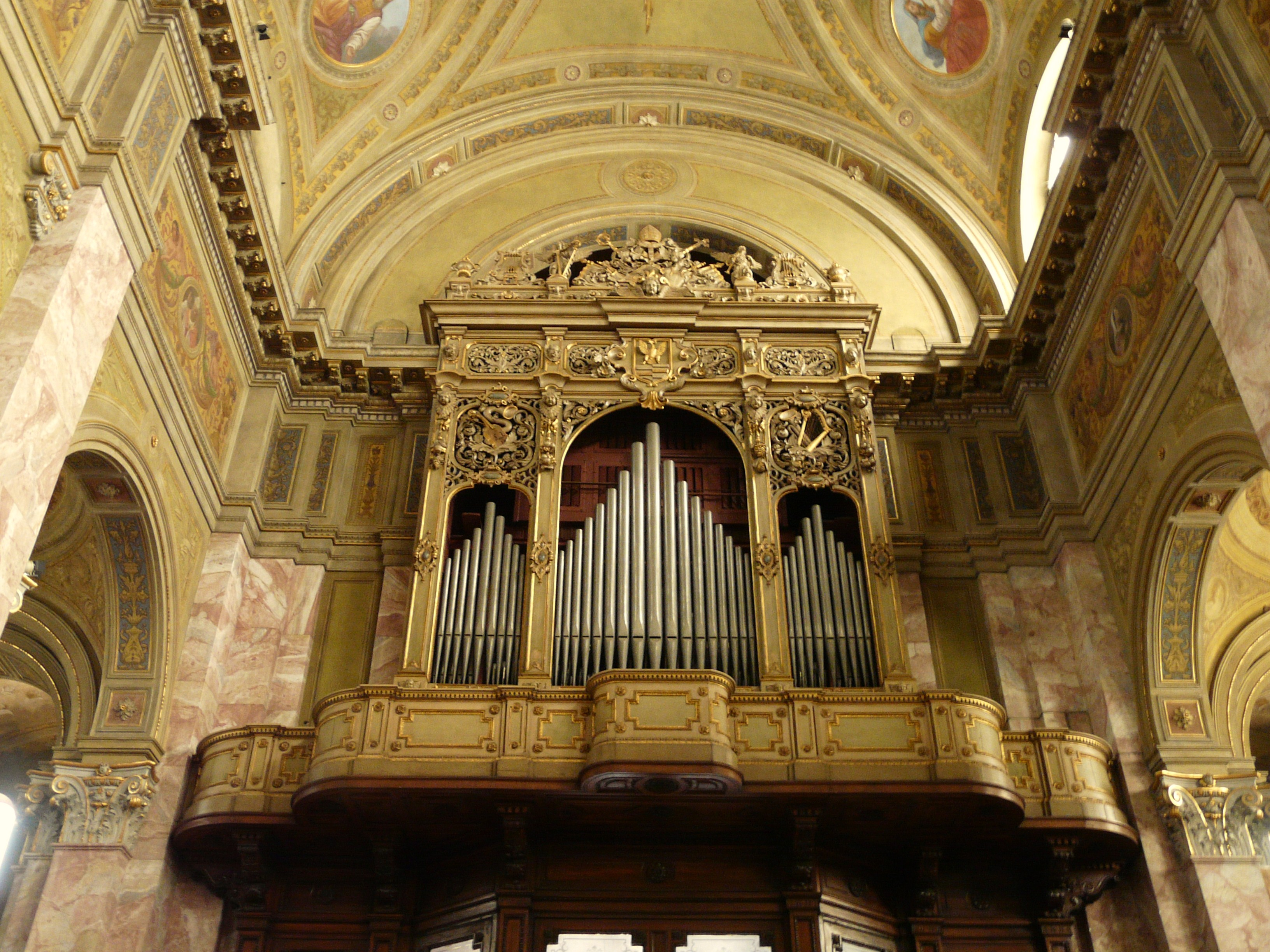
L'organo Prestinari

Sulla cantoria in controfacciata, in una monumentale cassa realizzata dall'artigiano magentino Corneo, si trova l'organo a canne costruito nel 1860 dalla casa organaria Prestinari per la vecchia chiesa e collocato in quella nuova nel 1904; in tale occasione lo strumento venne completamente revisionato e ampliato dal milanese Giovanni Bressani, che vi aggiunse l'Organo Eco. La mostra d'organo è di 35 canne divise in 3 campate e disposte a cuspide in ogni rispettiva campata, la canna maggiore corrisponde al Fa-1 (12') Principale 8' Bassi del Grand'Organo. L'organo, ripristinato con un restauro concluso nel 1991, è a trasmissione meccanica e dispone di due tastiere: la prima, corrispondente all'Organo Eco, di 61 note reali con estensione dal Do1 al Do6; la seconda, corrispondente al Grand'Organo, di 68 note reali con estensione dal Fa-1 al Do6 con la spezzatura fra i registri di basso ed i registri di soprano tra Si2 e Do3. Pedaliera retta di 27 note reali con estensione dal Do1 al Re3. Le manette che comandano i vari registri sono collocate in tre colonne, due alla destra della consolle e una alla sinistra, pedaloni per la Combinazione Libera alla Lombarda al Grand'Organo, per il Tiratutti del Ripieno al Grand'Organo e per il Tiratutti del Ripieno all'Organo Eco. Frontalmente, sopra la pedaliera, si trovano la staffa per l'espressione all'Organo Eco e tre pedaletti rispettivamente per l'unione delle tastiere, l'unione della seconda tastiera al pedale, ed il Rullante.

#### Organo corale
Nell'abside maggiore, sopra un'apposita cantoria lignea, si trova un secondo organo a canne, utilizzato per l'accompagnamento durante la liturgia. Lo strumento, costruito nel 1903 a trasmissione meccanica da Giovanni Bressani, è stato elettrificato e dotato di una nuova consolle negli anni novanta del XX secolo. Ad unica tastiera e pedaliera, ha 12 registri.

## Le campane della basilica

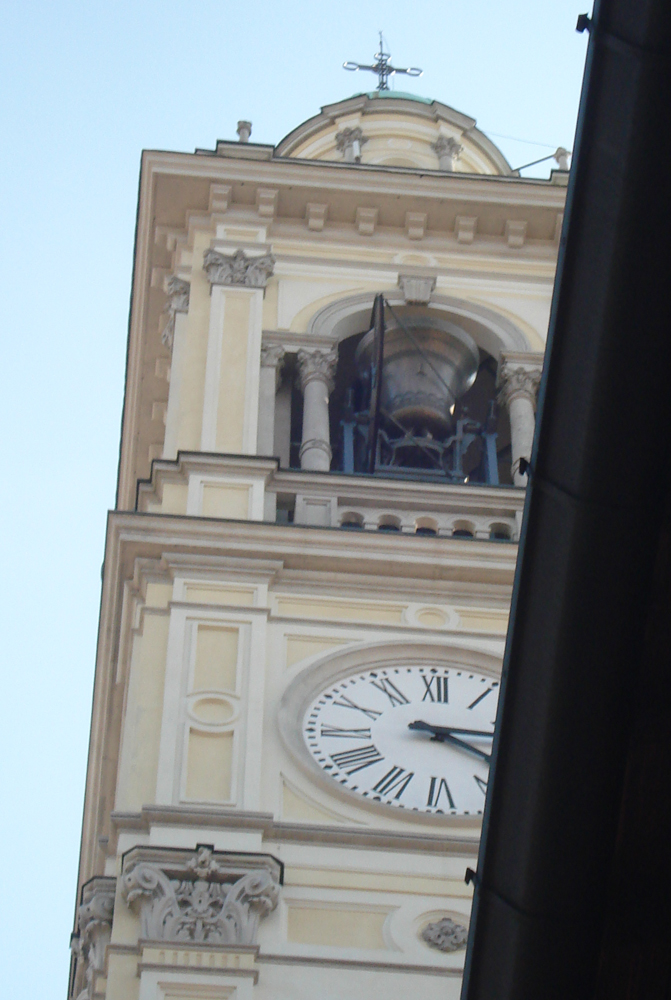
Il campanone della basilica di Magenta a concerto

La basilica possiede un concerto di 8 campane in La2 Maggiore, fuso nel 1964 da Paolo Capanni di Castelnovo ne' Monti (RE). Le campane suonano a sistema ambrosiano.
Nel 1858 il campanile della vecchia chiesa di San Martino venne dotato di un concerto di sei campane in Sib2 Maggiore, fuse da Felice Bizzozero di Varese, interamente donato dall'arciduca Massimiliano d’Austria, al quale era dedicata la campana maggiore, del peso di 2420 kg. All'inizio del XX secolo, consacrata la nuova prepositurale di San Martino e San Gioacchino ed abbattuta la vecchia chiesa, si decise per la costruzione di una nuova torre campanaria. Le sei campane del campanile della vecchia chiesa di San Martino vennero trasferite sulla nuova torre campanaria ed il concerto venne esteso da sei ad otto campane, con l'aggiunta di due campane minori. Nel 1943, durante la requisizione bellica della seconda guerra mondiale, vennero asportate le due campane maggiori e la campana minore. Al termine del conflitto venne rifuso l'intero concerto da Carlo Ottolina e figli di Seregno (MB), ed inaugurato 12 ottobre 1947 in occasione dell'attribuzione a Magenta del titolo di città. Il nuovo concerto non soddisfaceva le aspettative e nel 1964 si decise per una sua nuova rifusione, in tonalità La2 Maggiore.
| Campana | Nota nominale | Dedicazione               | Fonditore e anno di fusione | Diametro |
| ------- | ------------- | ------------------------- | --------------------------- | -------- |
| Prima   | La3           | San Martino               | Paolo Capanni nel 1964      | 803 mm   |
| Seconda | Sol#3         | Angeli Custodi            | Paolo Capanni nel 1964      | 859,5 mm |
| Terza   | Fa#3          | Santi Ambrogio e Carlo    | Paolo Capanni nel 1964      | 973 mm   |
| Quarta  | Mi3           | Santi Pietro e Paolo      | Paolo Capanni nel 1964      | 1090 mm  |
| Quinta  | Re3           | Santa Crescenzia          | Paolo Capanni nel 1964      | 1224 mm  |
| Sesta   | Do#3          | San Giuseppe              | Paolo Capanni nel 1964      | 1312 mm  |
| Settima | Si2           | Madonna Regina della Pace | Paolo Capanni nel 1964      | 1462 mm  |
| Ottava  | La2           | Cristo Re                 | Paolo Capanni nel 1964      | 1656 mm  |